# Акултурација
Акултурација је размена и ширење култура на већим просторима између народа и већих социјалних групација. Преузимање културних образаца од стране појединца или мањих и већих социјалних групација. Процеси и механизми помоћу којих личност усваја норме и обрасце понашања карактеристичне за одређену културу. У том смислу свако је у извесној мери заточеник културе у којој је рођен.